# Dustin Johnson
Dustin Hunter Johnson (22 de junho de 1984) é um jogador profissional de golfe dos Estados Unidos. Ele foi campeão do US Open de golfe em 2016.

## Carreira

### US Open de 2016
Em 19 de junho de 2016 Dustin Johnson conquistou o título do US Open de golfe, seu primeiro major da carreira.

## Títulos

### Torneios Major´s (1)
| Ano  | Campeonato       | Resultados            | Margem    | Vice-campeão                         |
| ---- | ---------------- | --------------------- | --------- | ------------------------------------ |
| 2016 | US Open de golfe | −4 (67-69-71-69=276)  | 1 tacada  | Jim Furyk, Shane Lowry, Scott Piercy |
| 2020 | Masters de Golfe | −20 (65-70-65-68=268) | 5 tacadas | Im Sung-jae, Cameron Smith           |